# Cruja
Cruja (em albanês: Krujë) é uma cidade e município (em albanês:  bashkia) da Albânia. É a capital do distrito de Cruja na prefeitura de Durrës.
Era conhecido como Croas (Croae) no período romano.
|  |